# Hoc erat in votis
 Hoc erat in votis лат.(изговор: хок ерат ин вотис) То је било у жељама. (Хорације)

## Поријекло изреке
Ово је изрекао у првом вијеку прије нове ере Квинт Хорације Флак (лат. Quintus Horatius Flaccus), највећи римски лирски песник .

## Значење
Исто другачије речено: То сам управо желио. Употребљава се и данас када неко жели да истакне како су му  све жеље остварене.